# Gherța Mică
Gherța Mică é uma comuna romena localizada no distrito de Satu Mare, na região histórica da Transilvânia. A comuna possui uma área de 38.85 km² e sua população era de 3412 habitantes segundo o censo de 2007.